# 哈苏纳遗址
36°10′00″N 43°06′00″E / 36.166667°N 43.100000°E

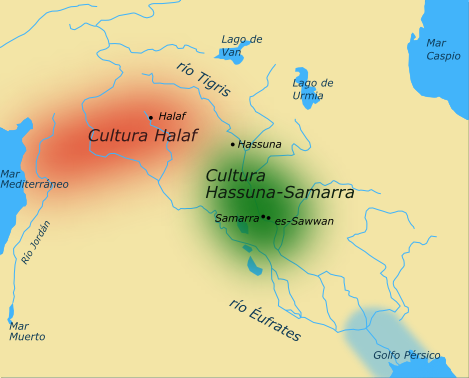
哈苏纳和稍后的哈拉夫的地理位置。

哈苏纳（Hassuna）或哈苏纳遗址（Tell Hassuna）属于美索不达米亚古文明的新石器时代晚期，形成于公元前6500年－公元前5700年，在底格里斯河的西面，现今伊拉克的尼尼微省境内，因位于省会摩苏尔以南35公里的哈苏纳而得名。

## 历史
约前6000年，人们迁移到雨水充足的美索不达米亚北端的山脚下，从事依靠自然降雨的农业生产，他们是美索不达米亚北端最早的农民。哈苏纳人住在小村庄中，面积从8000平方米到32000平方米不等。
哈苏纳最底层出土了箭头、石器、骨器工具和简陋陶器；而从较浅地层则发现了食物储藏室、石磨、烤面包的简易炉灶、大量农具和牛、羊和驴的骨头。

## 陶器
哈苏纳早期的陶器具有运动感，陶土中混有草料、谷物等物质，未充分焙烧；大多器皿朴素无装饰，少数有图案装饰。典型的哈苏纳陶器在粘土中沙或砂石，并经过充分焙烧，分为朴素无装饰、有雕刻装饰、有绘画装饰和既有雕刻又有绘画这几种。

## 考古
1943年和1945年在赛顿·劳埃德（Seton Lloyd）的主持下，伊拉克古物总局（the Iraqi Directorate General of Antiquities）发掘了哈苏纳遗址。该处为一个小型遗址，大约150米宽，200米长，高度约7米。